# Sós Bence
Sós Bence (Hódmezővásárhely, 1994. május 10. –) magyar labdarúgó, a Kazincbarcika játékosa, kölcsönben a Topolyától.

## Pályafutása

### Klubcsapatokban
Öt évesen kezdett el futballozni szülővárosában Hódmezővásárhelyen. Az U17-es együttesben ötvennégy találattal gólkirály lett. Bemutatkozhatott az NB III-as felnőtt csapatban is. Ekkor figyelt fel rá a debreceni vezetőség, Herczeg András invitálta Debrecenbe futballozni.
Tizenhét éves korában került a DVSC-be. Kezdetben a DVSC U19-es csapatában játszott, majd egyre feljebb lépkedett.
A téli felkészülést már a Debreceni VSC felnőtt csapatával kezdte meg. 2015 februárjában meghívást kapott a Magyar U21-es labdarúgó-válogatottba.
A 2014–2015-ös szezon tavaszi szakaszában 1 bajnoki, 2 Magyar kupa és 12 Ligakupa mérkőzésen szerepelt. Összesen három találatot ért el, egyet bajnoki, kettőt pedig Ligakupa találkozón.
2016 januárjában a másodosztályú Mezőkövesdi SE vette kölcsön. 15 mérkőzésen két gólt szerzett, és feljutást ünnepelhetett a szezon végén. A 2016–2017-es bajnokságban 20 mérkőzésen kapott lehetőséget és egy gólt szerzett. Az idény végén visszatért a DVSC-hez.
Sós 2018. június 18-án a Videotonhoz írt alá. 2018. június 20-án az ausztriai edzőtábor alatt az első felkészülési mérkőzésen góllal debütált új klubjában. Június 23-án a második felkészülési mérkőzésen megszerezte második gólját, ám csapat 2–1-es vereségget szenvedett a horvát NK Osijek csapatától. Az őszi szezonban csak öt bajnoki mérkőzésen jutott szerephez, így 2019 februárjában kölcsönadták a Puskás Akadémia csapatának. 2019 júliusában a Puskás Akadémia végleg megvásárolta a Videotontól.
2019-ben a felcsúti Puskás Akadémiában 11 bajnokin lépett pályára a tavaszi szezonban. A 2019–20-as idényben a bronzérmes csapat tagjaként 28 mérkőzésen játszott, 1 gólt szerzett.
2020 júliusában visszatért a másodosztályba kieső DVSC-be. A 2022–23-as idényben tagja volt a magyar bajnoki bronzérmet elérő csapatnak.
Bár 2023. július 3-án szerződést hosszabbított a DVSC-vel, és azt nyilatkozta mindenképpen marad a csapatnál, két nappal később bejelentették, hogy a Topolyai SC-nél folytatja pályafutását.
2025 júniusában a labdarúgó NB I-ben újonc Kolorcity Kazincbarcikához került kölcsönbe.

## Sikerei, díjai
Debreceni VSC
- Magyar labdarúgó-ligakupa – döntős: 2014–2015
- Magyar bajnoki bronzérmes: 2022–23

 Videoton
- Magyar bajnoki ezüstérmes: 2018–19

 Puskás Akadémia
- Magyar labdarúgó-bajnokság bronzérmes: 2019–20[10]